# 411vm 10
411vm 10 je deseta številka 411 video revije in je izšla januarja 1995.

## Vsebina številke in glasbena podlaga
Glasbena podlaga je navedena v oklepajih.
- Chaos (Rhythm collision - Now)
- Transitions (MVM and the monster - Big black cadillac)
- Switchstance (MCM and the monster - Meltdown)
- Profiles Ricky Oyola, Mike Vallely (Guru - Down the back streets, Solsonics - Jazz in the present tense)
- Wheels of fortune Rob Gonzalez, Jimmy Chung, Lennie Kirk (Dillon fence - Living room scene, Tom Robinson band - 2-4-6-8 motorway, Solsonics - Now this is how we do it)
- Contests Santa Clara PRO street contest (Fretblanket - Curtainsville)
- Fine tuning Greg Harris, Paul Zitzer
- Rookies Mike Crabtree (Rhythm collision - Burning bridges)
- Spot check Skatepark of Tampa (Rhythm collision - Underground)

Glasba v zaslugah je Pegboy - Never a question.